# Krudttårnet (Riga)
 For alternative betydninger, se Krudttårnet (flertydig). (Se også artikler, som begynder med Krudttårnet)
Krudttårnet (lettisk: Pulvertornis) er middelalderligt krudttårn i Riga i Letland, der tidligere blev brugt til at opbevare krudt i og forsvare Riga.
Tårnet var et af de vigtigste led i forsvaret af Riga, da det beskyttede den vigtigste hovedvej ind til Riga.

## Historie
Tårnet nævnes første gang i 1330, og det blev fra 1650 brugt til at opbevare krudt.
Efter at Rigas forsvarsværker var blevet nedrevet i midten af det 18. århundrede, blev tårnet forladt, og en mængde duer slog sig ned i det.
Tårnet var forladt indtil 1892, hvor en studenterorganisation kaldet Rubonia overtalte byrådet til at give dem tårnet.
Byrådets betingelse for at give dem tårnet var, at de studerende skulle renovere tårnet og fastholde det udvendige, arkitektoniske udtryk.
De studerende ryddede tårnet for dueekskrementer og solgte dem for 612 rubler, som blev brugt til at restaurere tårnet

## Museum
I dag, (2015), er tårnet hjemsted for Letlands Krigsmuseum.